# Посейдон Экспресс

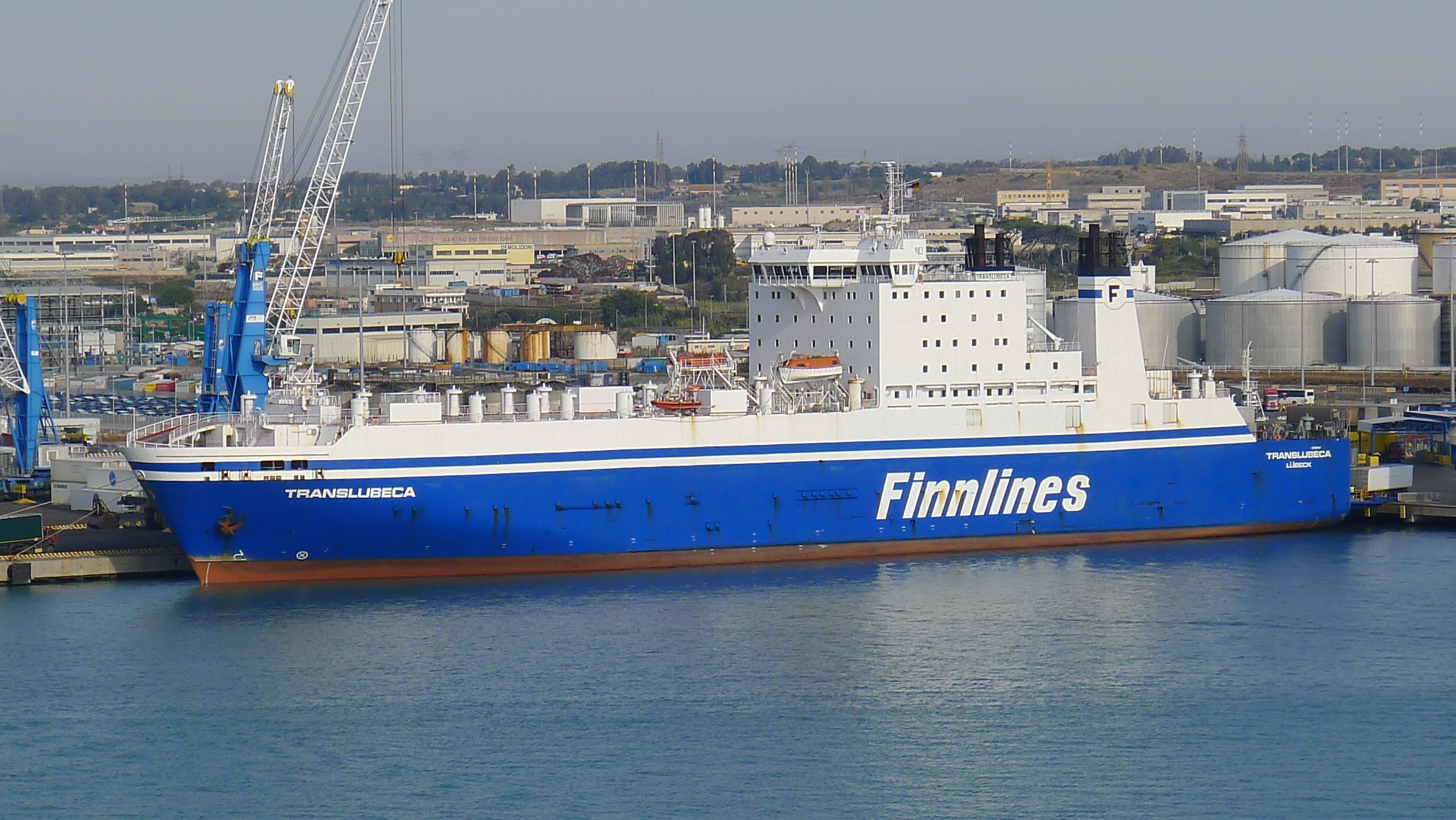
Translubeca (2011 год)

«Посейдон Экспресс» — грузо-пассажирский паром, предназначенный для перевозки как грузовых машин(фур), так и легковых автомобилей(на внешней палубе). Построен в Польше на Гданьской судоверфи по проекту B-498.

## История
С  середины 2016 года, и по настоящее время(январь 2017) судно работает на линии в Красном море: Сафага(Египет) - Дуба(Саудовская Аравия). На линии стоят так же и другие суда(линию обслуживают постоянно порядка 4-5 судов). Судно обслуживается преимущественно египетским экипажем(около 30 человек), и принимает на борт чуть более 100 пассажиров(водителей фур).
1 мая 2014 года совершил первый рейс на новой линии Новороссийск — Феодосия. Отозван в начале июля после выхода на линию паромов «Новороссийск» и «Севастополь». Замена была вызвана тем, что новые паромы более экономичны в расходе топлива и имели лицензию на перевозку опасных грузов. Кроме того, на эти судна дешевле тайм-чартер.
В начале июля совершил переход по линии Новороссийск — Самсун.
22 июля 2014 года компания «Транскамион» объявила об открытии паромной линии Новороссийск — Керчь — Зонгулдак. Которая представляла собой две линии работающие по единому расписанию с таможенным оформлением в Керчи. Керчь — Зонгулдак обслуживался паромом Poseidon. Стоимость перевозки автопоезда длиной 16,5 м по маршруту Зонгулдак — Керчь — Новороссийск составляла $1250.
Из Самсун в Зонгулдак «Посейдон Экспресс» прибыл 23 июля. В этот же день паром отправился в рейс по новому маршруту, прибыв в Керчь 25 июля.
21 августа конечная точка маршрута в Турции была заменена на Хайдарпаша (Стамбул). Стоимость перевозки по всему маршруту увеличилась до $1350. Время перехода из Турции в Керчь осталось тем же — 24 часа.

## Описание
Судно было построено в 1990 году в Польше как грузопассажирский паром. Его длина 157,6 м, ширина — 25,3 м. Судно предназначено для перевозки грузового автотранспорта и может взять на борт до 120 большегрузных автомобилей. Паром был куплен у компании Finnlines, совершающей регулярные рейсы на Балтике. Предыдущее название — Translubeca.